# Fiat 900T
Fiat 900T je malá dodávka vyráběná italskou automobilkou Fiat od roku 1976 do roku 1985. Ve výrobě nahradil podobný model Fiat 850T. Ve Velké Británii byl prodáván pod označením Fiat Citivan. Vedle základní verze dodávky byl nabízen v řadě dalších úprav, včetně sedmimístného minibusu (pod označením Fiat 900E) nebo jako kempingový vůz pod označeními Amigo a Pandora.

## Specifikace
Fiat 900T byl poháněn vzadu umístěným zážehovým motorem, řadovým čtyřválcem o objemu 903 cm³, který byl převzat z osobního automobilu Fiat 127. Verze použitá ve Fiatu 900T měla výkon 26 kW při 4500 otáčkách za minutu a točivý moment 61 Nm při 3300 otáčkách za minutu. Model 900T měl malá, dvanáctipalcová kola a průměr otáčení jen 9 metrů. Brzdy byly bubnové na přední i zadní nápravě. 
Fiat v té době vůbec nevyráběl vozy v provedení pick-up, takže známé specializované firmy jako Zagato, Viotti, Fissore, Moretti, Orlandi, Vignale, Coriascoe Pasino kupovaly od Fiatu standardní dodávkové provedení vozu a přestavovaly je na pick-up a také na kempingové vozy. Firmy Coriasco a Fissore vyrazily na zadní část vozu vlastní VIN kód vedle originálního VIN kódu FIAT. Verze pick-up byla velmi podobná v té době vyráběné verzi Volkswagen Combi se zvednutou zadní částí, odnímatelnými bočnicemi a velkým prostorem pro náklad, který byl přístupný z obou stran.

## Fotogalerie

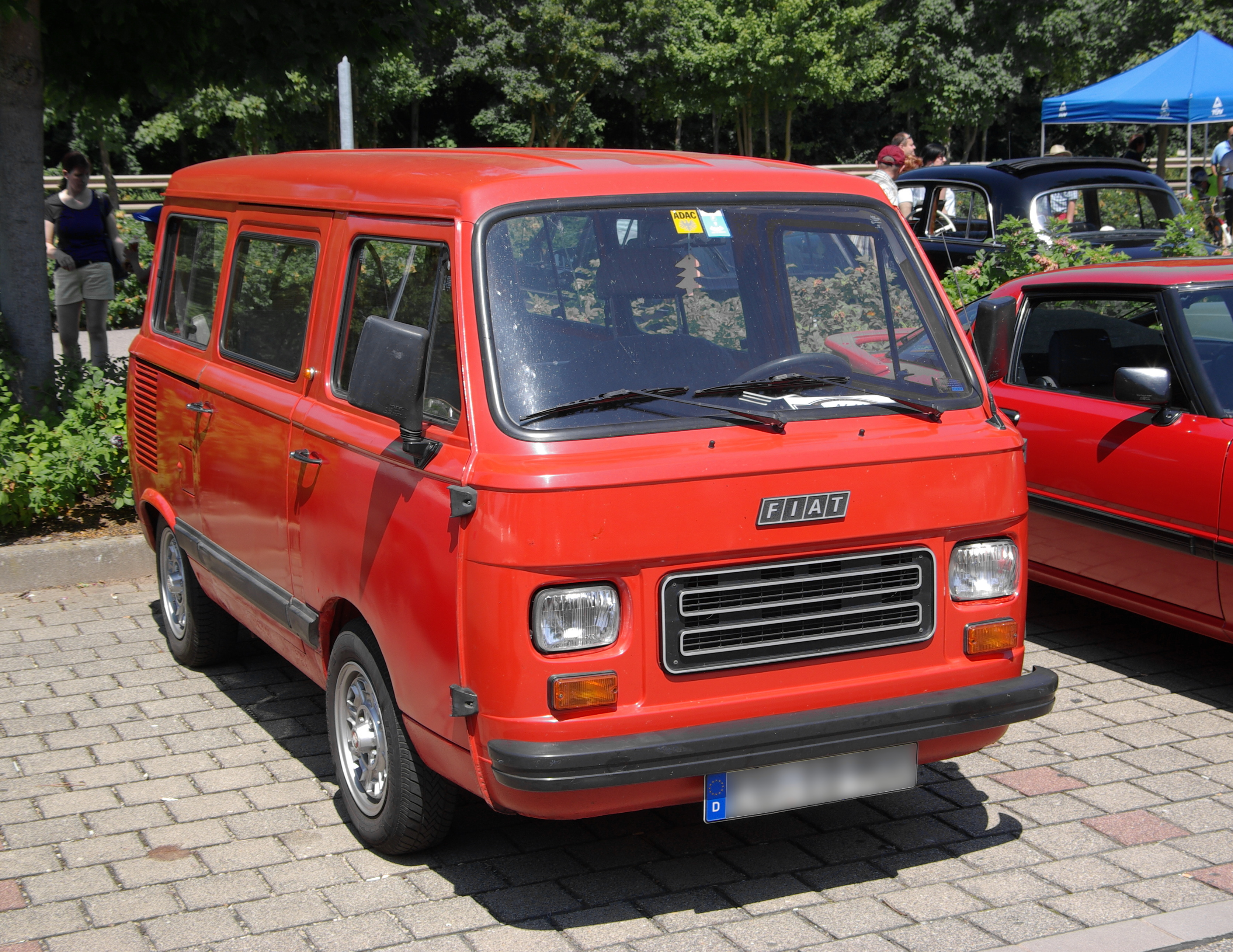
FIAT 900E (FIAT 900T jako minibus)
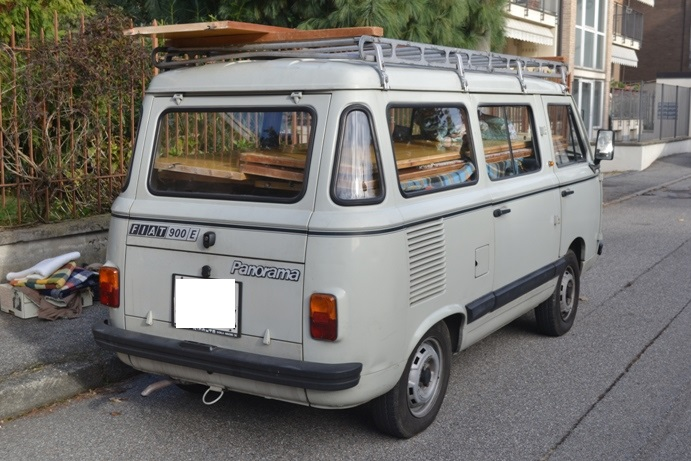
FIAT 900 E, verze Panorama
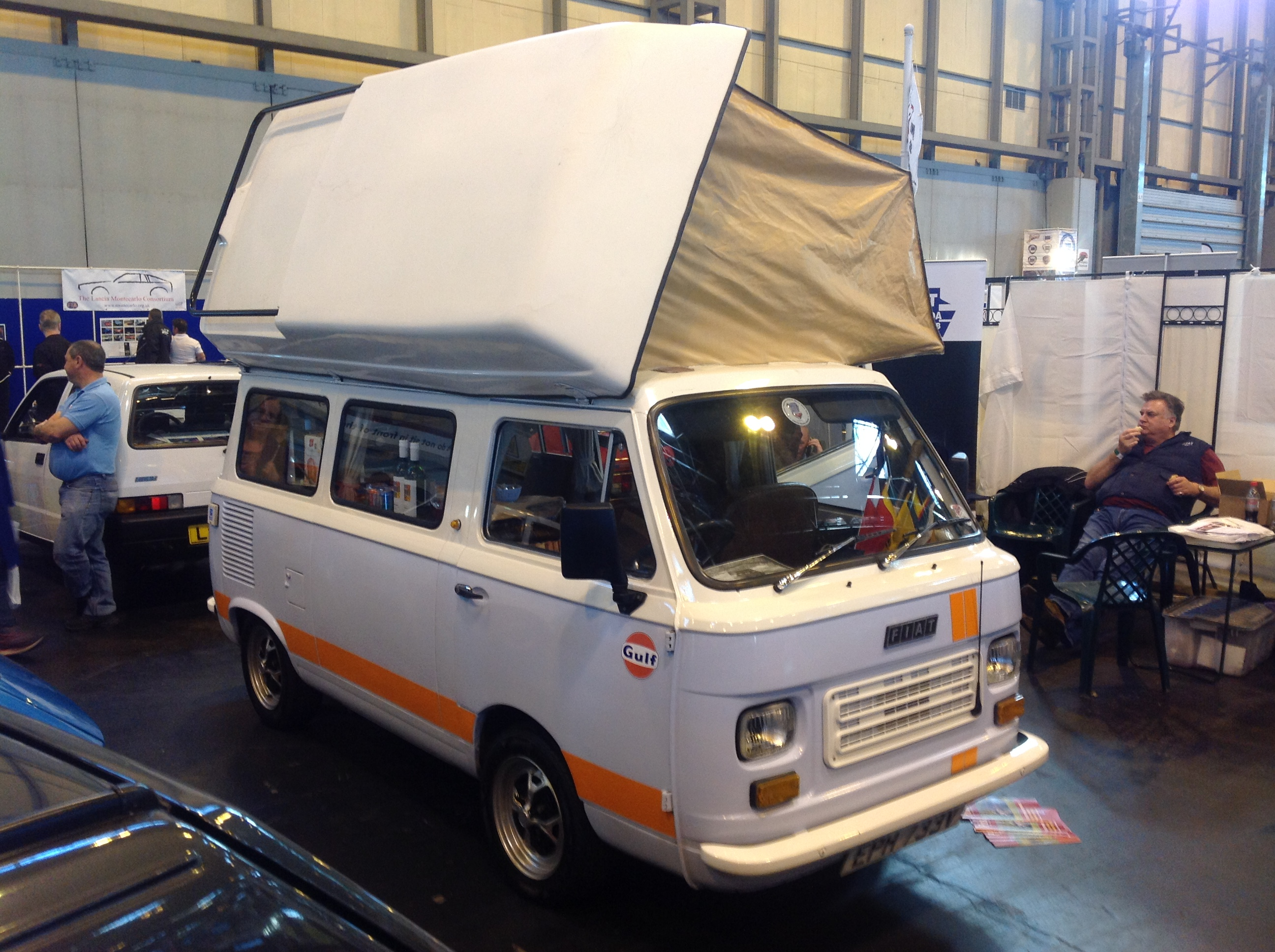
Kempingová přestavba
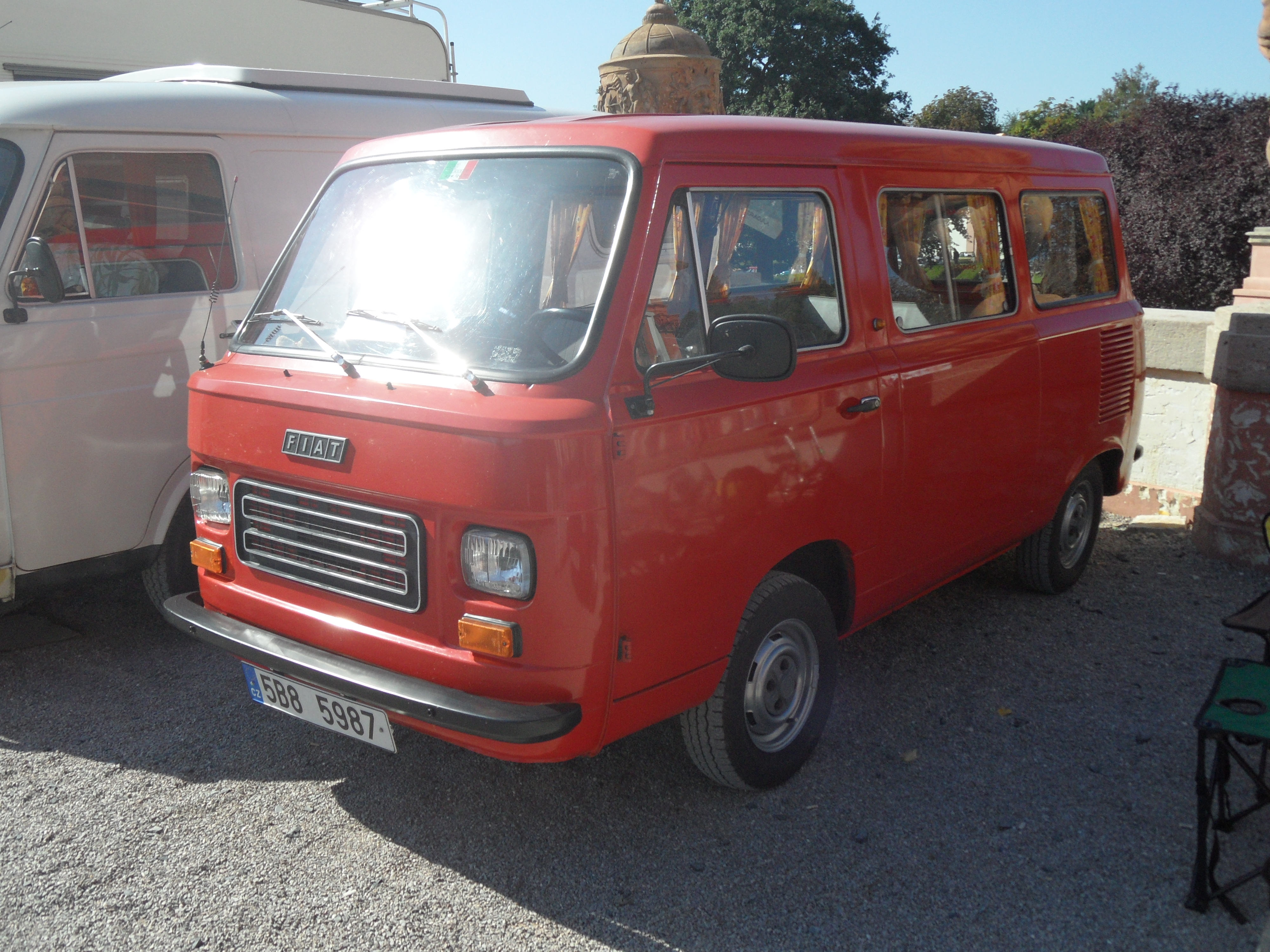
FIAT 900T na oslavách 120 let FIAT
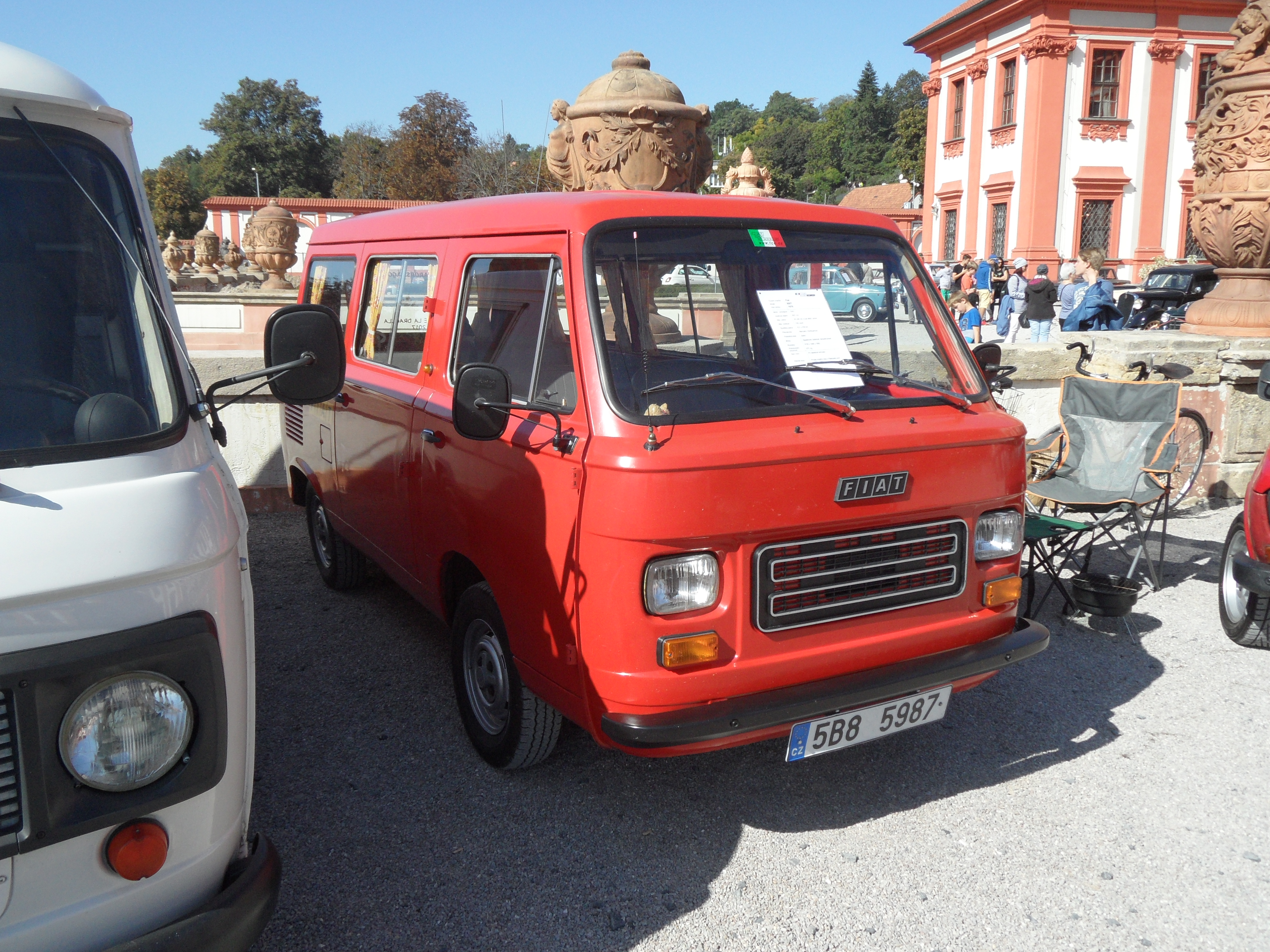
FIAT 900T na oslavách 120 let FIAT